# Fenômeno natural

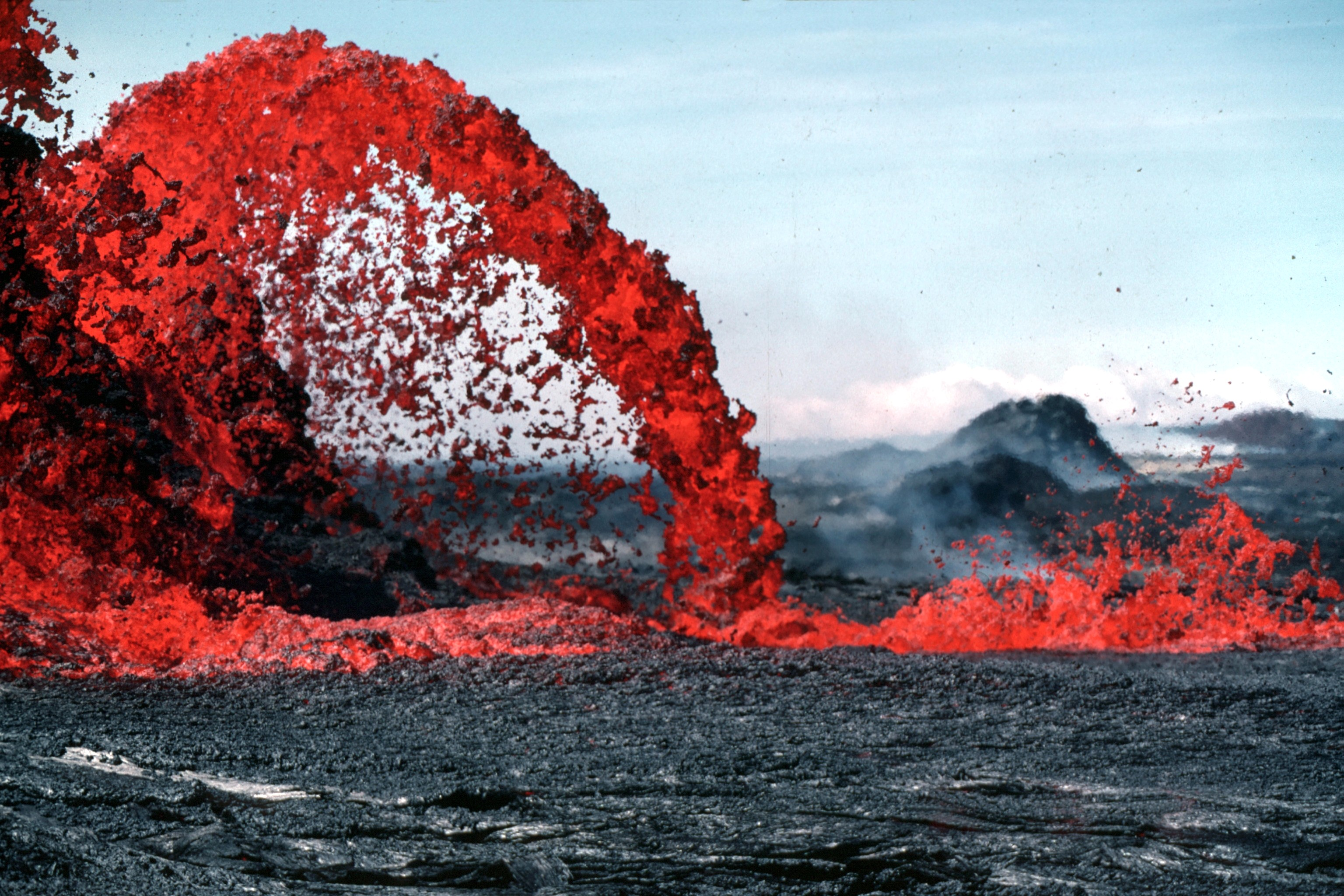
Esta erupção de lava em forma de parábola ilustra a Lei da queda dos graves de Galileu. É a expressão concreta, sem influência humana, de uma lei da natureza.

Um fenómeno natural (português europeu) ou fenômeno natural (português brasileiro) é um acontecimento não artificial, ou seja, que ocorre sem a intervenção humana. Note-se que até as ações humanas (um automóvel em andamento, por exemplo) continuam sempre sujeitas às leis naturais, contudo, não são consideradas, neste sentido, fenômenos naturais, já que dependem do arbítrio ou vontade humana. Os fenômenos naturais podem, isso sim (ou não), influenciar a vida humana que a eles está sujeita, como as epidemias, às condições meteorológicas, desastres naturais, etc. Repare-se que, na linguagem vulgar, fenômeno natural aparece quase sempre como sinônimo de evento incomum, espantoso ou desastroso sob a perspectiva humana. Contudo, a formação de uma gota de chuva é um fenômeno natural da mesma forma que um furacão.
Na linguagem vulgar, contudo, dado o sentido comum do termo "fenômeno", esta expressão refere-se, em geral, aos fenômenos naturais perigosos também designados como "desastres naturais". A chuva, por exemplo, não é, em si, um "desastre", mas poderá sê-lo, na perspectiva humana, caso algumas condições se conjuguem. Deficiente manutenção dos equipamentos de drenagem da água, mau planejamento urbanístico, com a construção de estruturas em locais vulneráveis a cheias ou outros podem ocasionar efeitos desastrosos para o ser humano.